# 南阿不剌
南阿不剌（?—?），又作喃哥不剌，元朝公主，元世祖太子真金的女儿。
南阿不剌嫁给了弘吉剌部的首领蛮子台，蛮子台是斡陈之子，按陈之孙，特薛禅曾孙。特薛禅是成吉思汗夫人孛儿帖的父亲。按陈是忽必烈皇后察必的父亲。蛮子台先娶元世祖的女兒囊家真（南阿不剌的姑姑）。囊家真死后，蛮子台再娶南阿不剌。元成宗时，封南阿不剌为鲁国大长公主，蛮子台为济宁王。蛮子台征战笃哇、海都有功，五十二岁卒。